# Ante Janjić
Ante Janjić (ur. 30 lipca 1986 w Osijeku) – chorwacki wioślarz.

## Osiągnięcia
- Mistrzostwa Świata U-23 – Amsterdam 2005 – czwórka ze sternikiem – 4. miejsce[1].
- Mistrzostwa Świata U-23 – Hazewinkel 2006 – dwójka bez sternika – 7. miejsce[1].
- Mistrzostwa Świata U-23 – Glasgow 2007 – czwórka bez sternika – 8. miejsce[1].
- Mistrzostwa Europy – Ateny 2008 – ósemka – 5. miejsce[1].
- Mistrzostwa Świata – Poznań 2009 – czwórka bez sternika – 12. miejsce[1].
- Mistrzostwa Europy – Brześć 2009 – ósemka – 7. miejsce[1].